# 金旋
金旋（2世紀—209年），字元機，京兆人，東漢末年政治人物，有一子金禕，《三国志》引注《三辅决录》载其为西漢大臣金日磾家族后裔。

## 生平
擔任過黃門侍郎、漢陽太守，先後官拜議郎、中郎將等官職，最後成為荊州的武陵太守。後來劉備在赤壁之戰後，推薦劉琦擔任荊州刺史，又南征荊州四郡。像秋風掃落葉一般，長沙太守韓玄、桂陽太守趙範、零陵太守劉度都望風而降。於《三輔決錄注》記載金旋本人則在對抗劉備的侵略中戰死，武陵郡亦成為劉備治下領地；但於《三國志》記載其與另外三位太守投靠劉備，結局相當矛盾。

## 人物结局
至於其結局，尚有疑問。《三國志·蜀書·先主傳》中記載：“先主表琦為荊州刺史，又南征四郡。武陵太守金旋、長沙太守韓玄、桂陽太守趙範、零陵太守劉度皆降。”此記載表明金旋投降了劉備。
但同時在此處，裴松之有注：“三輔決錄注曰：金旋字元機，京兆人，曆位黃門郎、漢陽太守，徵拜議郎，遷中郎將，領武陵太守，為備所攻劫死。子禕，事見魏武本紀。”就是說，金旋被劉備的軍隊殺死。
兩種記載有衝突，“為備所攻劫死”與“降”是無法共存，但或許是先詐降後反叛，因而死於攻劫。

## 野史及演義中的金旋
在《三国演义》第五十三回以武陵太守的身分登場，面對劉備所派遣的遠征軍統帥張飛，雖然自身力主抗戰，但麾下從事鞏志（虛構三國人物）卻勸諫金旋投降。與張飛交戰失利後撤退於城門前，遭到鞏志背叛，被其一箭射中面門，墜馬戰死。
於《三國志平話》更名為金族，為金陵（原零陵）太守，欲要攻打諸葛亮，有屬下黃忠（原黃忠屬韓玄(平話寫成韓國忠）），諸葛亮派魏延，張飛，關羽去跟黃忠鬥將都不分勝負。後來龐統聽黃忠說其是江南賊，金族對其恩厚，若金族在世的話就以死報恩，否則就投靠劉備。後來金族跟諸葛亮交戰時，諸葛亮射殺了金族，黃忠來報仇，亮命魏延，張飛，關羽和另一位無名將軍與黃忠戰，無名將軍被黃忠斬下馬，因此諸葛亮叫三將與其停戰，以好話成功說服黃忠，因此金族被黃忠所葬。

## 相關文藝作品

### 漫畫
- 《火鳳燎原》（陳某）: 並無登場，在劉備攻打荊南四郡時經韓玄手下交代已率先投降劉備(實際詐降及削兵之計)，後經劉封交代諸葛亮早已洞悉其詐降及已被鞏志殺害。